# Amaluddin Al Sani Perkasa Alamsyah
Amaluddin Al Sani Perkasa Alamsyah (Medan, 3 luglio 1893 – Medan, 1945) è stato un sovrano indonesiano.
Fu il decimo sultano di Deli.

## Biografia
Amaluddin Al Sani Perkasa Alamsyah nacque il 3 luglio 1893 alle ore 10.00 a Medan, capitale del sultanato di Deli. Come da tradizione, suo padre diede l'ordine di sparare i cannoni del palazzo reale per segnare l'avvento della sua nascita.
Dopo la morte di suo padre, venne chiamato a succedergli al trono del sultanato di Deli e la sua cerimonia d'incoronazione avvenne l'8 febbraio 1925, terminato il periodo di lutto prescritto, con l'approvazione del governatore generale delle Indie orientali olandesi da cui ormai il sultanato dipendeva anche politicamente. I rapporti tra il sultano ed il governo olandese furono sempre ottimi, motivo per cui il 31 agosto 1932 ricevette la gran croce onoraria dell'Ordine di Orange-Nassau dai Paesi Bassi e dell'Ordine del Leone dei Paesi Bassi.
Amaluddin si interessò particolarmente alla cura della religione nel suo stato e nominò a questo scopo lo studioso islamico Hassan Ma'sum a Sheikh al ruolo di sceicco del sultanato di Deli col titolo di "Imam Paduka Tuan".
Morì nel 1945.